# آندوکاوان
آندوکاوان (ارمنی: Անդոկավան) یک منطقهٔ مسکونی در ارمنستان است که در استان سیونیک واقع شده‌است و ۱۱۸ نفر جمعیت دارد.  در ژوئن ۲۰۱۷ بنیانگذاری شده‌است.

## خصوصیات
آندوکاوان نفر جمعیت دارد و در ارتفاع متر بالاتر از سطح دریا قرار گرفته‌است.